# Gregorio Paltrinieri
Gregorio Paltrinieri (Carpi, 5 september 1994) is een Italiaanse zwemmer. Hij vertegenwoordigde zijn vaderland tweemaal op rij bij de Olympische Zomerspelen: in 2012 (Londen) en 2016 (Rio de Janeiro). Bij dat laatste toernooi won hij de gouden medaille op de 1500 meter vrije slag.

## Carrière
Bij zijn internationale debuut, op de wereldkampioenschappen 2011 in Shanghai, werd Paltrinieri uitgeschakeld in de series van de 1500 meter vrije slag.
Op de Europese kampioenschappen zwemmen 2012 in Debrecen veroverde de Italiaan de Europese titel op de 1500 meter vrije slag, op de 800 meter vrije slag behaalde hij de zilveren medaille. Tijdens de Olympische Zomerspelen van 2012 in Londen eindigde Paltrinieri als vijfde op de 1500 meter vrije slag. In Chartres nam de Italiaan deel aan de Europese kampioenschappen kortebaanzwemmen 2012. Op dit toernooi werd hij Europees kampioen op de 1500 meter vrije slag. Op de wereldkampioenschappen kortebaanzwemmen 2012 in Istanboel sleepte Paltrinieri de zilveren medaille in de wacht op de 1500 meter vrije slag.
Tijdens de wereldkampioenschappen zwemmen 2013 in Barcelona legde de Italiaan, op de 1500 meter vrije slag, beslag op de bronzen medaille, daarnaast eindigde hij als zesde op de 800 meter vrije slag. In Herning nam Paltrinieri deel aan de Europese kampioenschappen kortebaanzwemmen 2013. Op dit toernooi eindigde hij als achtste op de 1500 meter vrije slag, op de 400 meter vrije slag strandde hij in de series.
Op de Europese kampioenschappen zwemmen 2014 in Berlijn werd de Italiaan Europees kampioen op zowel de 800 als de 1500 meter vrije slag. Tijdens de wereldkampioenschappen kortebaanzwemmen 2014 in Doha veroverde Paltrinieri de wereldtitel op de 1500 meter vrije slag.
In Kazan nam de Italiaan deel aan de wereldkampioenschappen zwemmen 2015. Op dit toernooi werd hij wereldkampioen op de 1500 meter vrije slag, daarnaast sleepte hij de zilveren medaille in de wacht op de 800 meter vrije slag. In december 2015 werd Paltrinieri Europees kampioen op de 1500 meter vrije slag tijdens de Europese kampioenschappen kortebaanzwemmen 2015 in Netanja. Tijdens de Europese kampioenschappen zwemmen 2016 in Londen zwom Paltrinieri naar de Europese titel op zowel de 800 meter als de 1500 m vrije slag.
In Rio de Janeiro won Paltrinieri op de slotdag van het olympisch zwemtoernooi de gouden medaille op de 1500 meter vrije slag. Hij nam na 150 meter de leiding en bouwde zijn voorsprong op de concurrentie gestaag uit. Lange tijd lag hij op koers het wereldrecord van Sun Yang, gezwommen tijdens diens gouden race in 2012 (Londen), te verbeteren, maar in de slotfase moest hij daarop toegeven. Connor Jaeger eindigde als tweede, gevolgd door Paltrinieri's landgenoot Gabriele Detti.

## Internationale toernooien
| Jaar | Olympische Spelen                                        | WK langebaan                                                                                 | WK kortebaan        | EK langebaan                                                                              | EK kortebaan                             |
| ---- | -------------------------------------------------------- | -------------------------------------------------------------------------------------------- | ------------------- | ----------------------------------------------------------------------------------------- | ---------------------------------------- |
| 2011 |                                                          | 19e 1500m vrije slag                                                                         |                     |                                                                                           | geen deelname                            |
| 2012 | 5e 1500m vrije slag                                      |                                                                                              | 1500m vrije slag    | 800m vrije slag · 1500m vrije slag                                                        | serie 400m vrije slag · 1500m vrije slag |
| 2013 |                                                          | 6e 800m vrije slag · 1500m vrije slag                                                        |                     |                                                                                           | 31e 400m vrije slag 8e 1500m vrije slag  |
| 2014 |                                                          |                                                                                              | 1500m vrije slag    | 800m vrije slag · 1500m vrije slag                                                        |                                          |
| 2015 |                                                          | 800m vrije slag · 1500m vrije slag                                                           |                     |                                                                                           | 1500m vrije slag                         |
| 2016 | 1500m vrije slag                                         |                                                                                              | 1500m vrije slag    | 800m vrije slag · 1500m vrije slag                                                        |                                          |
| 2017 |                                                          | 800m vrije slag · 1500m vrije slag                                                           |                     |                                                                                           | 1500m vrije slag                         |
| 2018 |                                                          |                                                                                              | 1500m vrije slag    | 800m vrije slag · 1500m vrije slag                                                        |                                          |
| 2019 |                                                          | 800m vrije slag · 1500m vrije slag · Landenwedstrijd · 6e10 km open water                    |                     |                                                                                           | 1500m vrije slag                         |
| 2021 | 800m vrije slag · 4e 1500m vrije slag · 10 km open water |                                                                                              | 4e 1500m vrije slag | 800m vrije slag · 1500m vrije slag · Landenwedstrijd · 5 km open water · 10 km open water | 800m vrije slag · 1500m vrije slag       |
| 2022 |                                                          | 4e 800m vrije slag · 1500m vrije slag · Landenwedstrijd · 5 km open water · 10 km open water |                     |                                                                                           |                                          |

## Persoonlijke records
Bijgewerkt tot en met 6 juni 2016
Kortebaan
| Afstand          | Tijd     | Datum            | Plaats       |
| ---------------- | -------- | ---------------- | ------------ |
| 400m vrije slag  | 03.42,47 | 11 december 2015 | Indianapolis |
| 800m vrije slag  | 07.31,33 | 4 december 2015  | Netanja      |
| 1500m vrije slag | 14.08,06 | 4 december 2015  | Netanja      |

Langebaan
| Afstand          | Tijd     | Datum            | Plaats   |
| ---------------- | -------- | ---------------- | -------- |
| 400m vrije slag  | 03.48,41 | 10 april 2014    | Riccione |
| 800m vrije slag  | 07.39,27 | 24 augustus 2019 | Gwangju  |
| 1500m vrije slag | 14.33,10 | 13 augustus 2020 | Rome     |